# Valentin Alberti

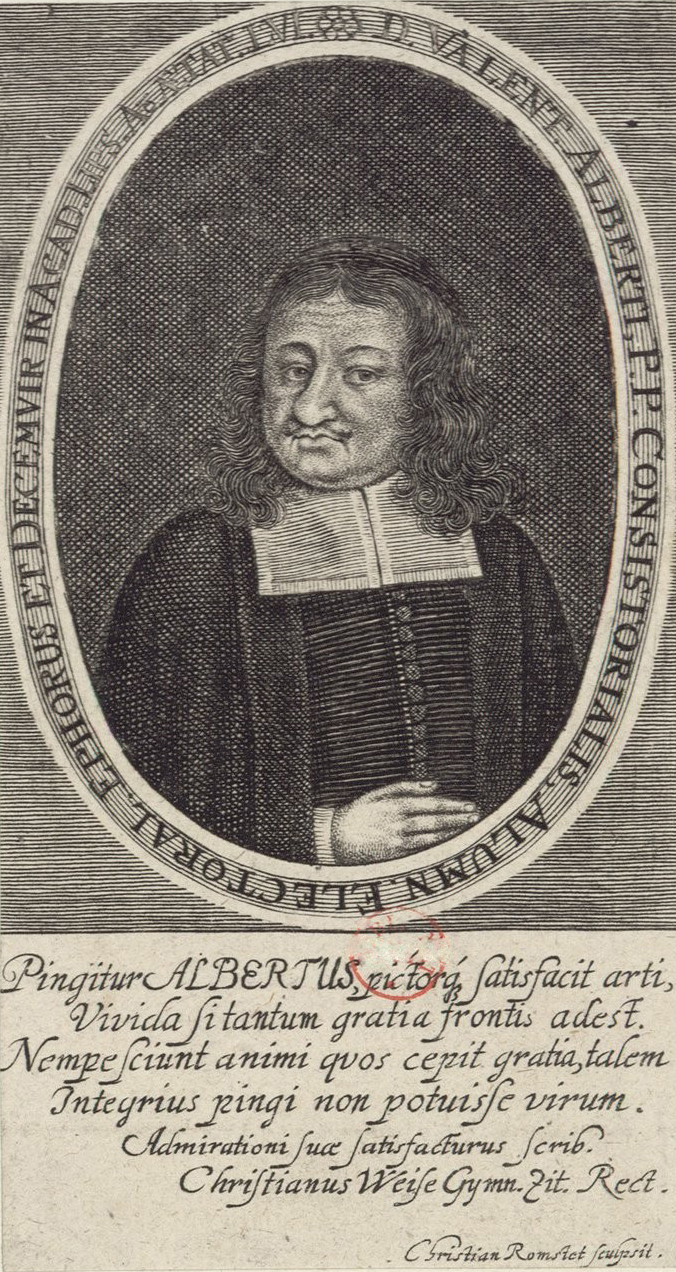
Valentin Alberti, Kupferstich von Christian Romstet

Valentin Alberti (* 15. Dezember 1635 in Lähn, Herzogtum Schweidnitz-Jauer; † 19. September 1697 in Leipzig, Kurfürstentum Sachsen) war ein deutscher lutherischer Theologe.

## Leben
Alberti stammte aus einem schlesischen Pfarrergeschlecht. Sein Vater Valentin Alberti war evangelischer Stadtpfarrer in Lähn. Seine Mutter Anna war die Tochter des Pfarrers in Wiesental David Wiesner. Sein Großvater war Prediger in Giesmannsdorf; er hieß genauso Valentin Alberti wie sein Urgroßvater, der Pfarrer in Kauffung war. In jungen Jahren schon zum Waisen geworden, hatte er in Lauban die Schule besucht und 1653 ein Studium an der Universität Leipzig aufgenommen.
Hier erwarb er sich 1656 den akademischen Grad eines Magisters der Philosophie, wurde als Kollegiat an das Frauenkollegium aufgenommen, habilitierte sich, wurde 1661 Assessor an der Philosophischen Fakultät und 1663 Professor der Logik und Metaphysik. Nachdem er 1668 das Lizentiat an der Theologischen Fakultät erworben hatte, wurde er 1672 außerordentlicher Professor der Theologie und promovierte 1678 zum Doktor der Theologie. Zudem war Alberti Decemvir der Hochschule, Mitglied des Leipziger Konsistoriums und Ephorus der kurfürstlichen Stipendiaten. In den Wintersemestern 1666, 1672, 1676, 1680, 1686, 1692 war er Rektor der Alma Mater.
1665 heiratete Alberti Maria, die Tochter des Leipziger Stadtrichters und ehemaligen Rektors der Universität Johannes Preibisius (1610–1660). Aus dieser Ehe gingen zwei Söhne und fünf Töchter hervor. Die Tochter Christina Sophia Alberti († Juli 1702) heiratete Gottfried Olearius. Die Tochter Johanna Maria wurde 1666 geboren.

## Wirken
Alberti war ein typischer Vertreter der lutherischen Orthodoxie, der bei der Verteidigung seiner Glaubenslehre jedes Abweichen polemisch kritisierte. So führte er nicht nur Auseinandersetzungen mit den Vertretern des katholischen Glaubens, sondern griff mit aller Vehemenz auch die naturrechtliche Auffassung der Pietisten und Rationalisten an. Vor allem mit Hugo Grotius, Samuel Pufendorf, Philipp Jacob Spener und seinem einstigen Schüler Christian Thomasius setzte er sich auseinander und versuchte, in einer literarischen Auseinandersetzung deren Irrtümer aufzuzeigen. Zudem trat Alberti als lateinischer Dichter in Erscheinung.
In zwei Dekreten aus den Jahren 1701 und 1757 setzte die römisch-katholische Glaubenskongregation sämtliche Werke Albertis auf den Index.

## Werke (Auswahl)
Ein umfangreiches Verzeichnis seiner Schriften befindet sich in Johann Christoph Adelungs Fortsetzung zu Christian Gottlieb Jöchers Allgemeinem Gelehrten-Lexicon.
- Compendium Juris Naturae, orthodoxae Theologiae conformatum et in duas partes distrìbutum. 2 Bände. Frommann, Leipzig 1678, 1696. (Digitalisat Band 1), (Band 2)
- Interesse praecipuarum religionum Christianarum : in omnibus articulis ita deductum, ut non tantum de causa, propter quam sic aliterve doceatur, sed & de thesi nostra adversariorumque antithesi e libris symbolicis utriusque partis, deque origine errorum ex historia ecclesiastica certo constet. Fleischer, Leipzig 1683. (Digitalisat)
- Anonymi cuiusdam scriptum accuratissimum circa Jus Naturae et Gentium, in quo recentissimorum quorundam scriptorum opinione adducuntur, rejiciuntur et vera sententia statu-minatur. Jena 1684.
- Epistola ad illustrem excellentissimumque Seckendorffium, commentum Samuelis Pufendorfii de Invenusto Veneris Lipsiae pullo refutans. Weidmann, Leipzig 1688. (Digitalisat)
- Judicium de nupero scripto Pufendorfiano, quod dissertatio epìstolica D. Josuae Schwartzii ad Privignum suum inscribitur. Leipzig 1688.
- Tractatus de Cartesianismo et Coccejanismo. Leipzig. 1673, Wittenberg 1701.
- Gründliche Widerlegung eines päpstlichen Buches. Leipzig 1684.
- Ausführliche Gegen-Antwort auff Herrn D. Philipp Jacob Speners ... so genannte gründliche Vertheidigung seiner und der Pietisten Unschuld. Fleischer, Leipzig 1696. (Digitalisat)